# 1904년 하계 올림픽 다이빙 남자 멀리뛰기
1904년 하계 올림픽 다이빙 남자 멀리뛰기는 미국 세인트루이스에서 개최된 1904년 하계 올림픽 다이빙의 세부 종목이다. 9월 5일에 1개국에서 5명의 선수가 참가하였다.

## 경기 결과
| 순위 | 선수                 | 기록   |
| ---- | -------------------- | ------ |
| 1    | 윌리엄 딕키 (USA)    | 19.05m |
| 2    | 에저 애덤스 (USA)    | 17.52m |
| 3    | 레오 조셉 굿윈 (USA) | 17.37m |
| 4    | 뉴먼 서물즈 (USA)    | 16.76m |
| 5    | 찰스 파이라 (USA)    | 14.02m |

## 메달리스트
| 종목     | 금                 | 은                 | 동                    |
| -------- | ------------------ | ------------------ | --------------------- |
| 멀리뛰기 | 윌리엄 딕키 · 미국 | 에저 애덤스 · 미국 | 레오 조셉 굿윈 · 미국 |

## 참고 자료
- 국제 올림픽 위원회 - 1904년 하계 올림픽 다이빙 경기 결과 (영어)
- (영어) George Seymour Lyon - Olympic Individual gold medal winner 1904
- (폴란드어) Pawel, Wudarski (1999). “Wyniki Igrzysk Olimpijskich”. 2008년 10월 14일에 원본 문서에서 보존된 문서. 2006년 12월 17일에 확인함.